# Среднеканский район
Среднека́нский район — административно-территориальная единица (район) в Магаданской области России.
В рамках организации местного самоуправления в границах района функционирует Среднеканский муниципальный округ (с 2015 по 2022 год — городской округ, с 2006 по 2015 год — муниципальный район).
Административный центр — посёлок городского типа Сеймчан.

## География
Расположен в северной части Магаданской области. На севере граничит с Якутией и Чукотским автономным округом. По территории района протекает река Колыма и её притоки Коркодон, Сугой, Сеймчан.

### Рельеф
Район расположен в пределах Яно-Чукотской горной страны. Это сложное сочетание горных хребтов, плато, равнин, впадин разных размеров и очертаний. Хребты простираются в направлении на северо-запад, крупнейшие из которых — Полярный, Коркодонский, Омсукчанский. Их наиболее высокие абсолютные отметки достигают 2000 м и более. Периферические части кряжей и значительные пространства между ними заняты холмистыми и платообразными плоскогорьями (Юкагирское и Сугойское) и межгорными впадинами, крупнейшая из которых — Сеймчано-Буюндинская с абсолютными отметками 200—250 м.

### Полезные ископаемые
Территория района богата запасами минерального сырья. Объёмы промышленного золота оцениваются в 400 тонн. Есть серебро, олово, медь, кобальт, индий, висмут, вольфрам, железо, свинец, цинк, кадмий, селен, каменный и бурый уголь, плавиковый шпат.

## История
Первые постоянные поселения на территории района появились XVIII веке, но по настоящему заселение района началось в конце XIX века, во время возникновения Ольско-Колымского тракта, по которому грузы доставлялись из посёлка Ола в нижнее течение Колымы. Мощным толчком к развитию района послужило открытие на Колыме золота Первой Колымской экспедиции 1928—1930 годов во главе с Ю. А. Билибиным.
Официально датой образования Среднеканского района считается 27 января 1930 года, в то время район входил в состав Охотско-Колымского округа Якутской АССР. В ноябре 1931 года район вошёл в состав Хабаровского края. В 1934 году районный центр был перенесён в село Таскан. 2 декабря 1953 года Сеймчан стал вновь районным центром, при этом из Среднеканского района были выделены Сусуманский, Ягоднинский, Тенькинский районы, а в октябре 1954 года — частично Омсукчанский район. Существующие в нынешнем виде границы района установлены с января 1965 года.

## Население
Район
| 1939   | 1959  | 1970    | 1979    | 1989    | 2002  | 2009  | 2010  |
| ------ | ----- | ------- | ------- | ------- | ----- | ----- | ----- |
| 98 719 | ↘6766 | ↗11 354 | ↗14 423 | ↗16 594 | ↘5461 | ↘3426 | ↘3228 |
| 2011   | 2012  | 2013    | 2014    | 2016    | 2017  | 2018  | 2019  |
| ↘3180  | ↘3029 | ↘2865   | ↘2707   | ↘2523   | ↘2385 | ↘2293 | ↘2165 |
| 2020   | 2021  | 2023    | 2024    |         |       |       |       |
| ↘2124  | ↗2275 | ↘2182   | ↘2145   |         |       |       |       |

Муниципальный (городской) округ
| 1939   | 1959  | 1970    | 1979    | 1989    | 2002  | 2009  | 2010  |
| ------ | ----- | ------- | ------- | ------- | ----- | ----- | ----- |
| 98 719 | ↘6766 | ↗11 354 | ↗14 423 | ↗16 594 | ↘5461 | ↘3426 | ↘3228 |
| 2011   | 2012  | 2013    | 2014    | 2016    | 2017  | 2018  | 2019  |
| ↘3180  | ↘3029 | ↘2865   | ↘2707   | ↘2523   | ↘2385 | ↘2293 | ↘2165 |
| 2020   | 2021  | 2023    | 2024    |         |       |       |       |
| ↘2124  | ↗2275 | ↘2182   | ↘2145   |         |       |       |       |

### Урбанизация
Городское население (пгт Сеймчан) составляет 97,02 % населения района (округа).

## Населённые пункты
В состав района (округа) входят 4 населённых пункта, в том числе один городской населённый пункт — посёлок городского типа (рабочий посёлок) — и три сельских населённых пункта:
| № | Населённый пункт | Тип      | Население |
| - | ---------------- | -------- | --------- |
| 1 | Сеймчан          | пгт (рп) | ↘2081     |
| 2 | Балыгычан        | село     | ↗2        |
| 3 | Верхний Сеймчан  | село     | ↗116      |
| 4 | Колымское        | село     | ↘4        |

### Упразднённые населённые пункты
В 1953 году упразднён посёлок Каньон.
В 1994 году были упразднены посёлки Глухариное и Ороёк Глухаринского сельсовета, Буюнда Верхнесеймчанского сельсовета, Верхняя Буюнда Верхнебуюндинского сельсовета, Аннушка Усть-Среднеканского сельсовета. В 2000-е годы был упразднён посёлок Солнечный Верхнебуюндинского сельсовета, а в 2014 году упразднено село Усть-Среднекан.

## Муниципальное устройство
В рамках организации местного самоуправления в границах района функционирует Среднеканский муниципальный округ (с 2015 до 2022 гг. — городской округ, с 2006 до 2015 гг. — муниципальный район).
С 2005 по 2014 год в существовавшем тогда муниципальном районе выделялись 4 муниципальных образования, в том числе одно городское поселение (посёлок Сеймчан) и три сельских поселения (село Верхний Сеймчан, село Колымское и село Усть-Среднекан).
В 2014 году в связи с утратой признаков населённости было упразднено сельское поселение село Усть-Среднекан. В том же году было упразднено сельское поселение село Колымское, территория которого была отнесена к межселенной территории.
К 2015 году были упразднены оставшиеся городское и сельское поселения, которые вместе со всем муниципальным районом были преобразованы путём их объединения в Среднеканский городской округ.
В рамках административно-территориального устройства продолжает выделяться Среднеканский район.
К 1 января 2023 года городской округ преобразован в Среднеканский муниципальный округ.

## Экономика
С 1931 года в Среднеканском районе начали работать 5 золотых приисков, чуть позже стали разрабатываться Эльгенское буроугольное месторождение, рудные и россыпные месторождения олова (прииск им. Лазо), а также месторождение кобальта (Верхне-Сеймчанском месторождение). Эти активные разработки продолжались до 1955 года, после чего велась добыча только россыпного золота.
Также с 1950-х годов стал активно развиваться агропромышленный комплекс. В пойме Колымы в окружении гор сложился уникальный микроклимат, характер почвенного покрова и весьма благоприятные условия влагообеспеченности способствовали выращиванию в открытом грунте картофеля, капусты, свеклы, моркови, зеленых культур. Здесь были созданы совхозы «Среднеканский», «Сеймчан», «Рассохинский», которые производили овощи, молоко и мясо, поставляемые в том числе и в Магадан.
В 2000-х годах на территории района началась геологоразведка и вовлечение в эксплуатацию ряда крупных золото-серебряных коренных месторождений. Продолжается строительство Усть-Среднеканской ГЭС.
Среднеканская районная больница-районная больница находящиеся в пгт Сеймчан

## Флора и фауна
Территория района расположена в зоне лесотундры, что и определяет характер растительности. Из древесных пород преобладает даурская лиственница, из кустарниковых — кедровый стланик и кустарниковая береза. Леса, особенно лиственные, в основном простираются по речным поймам и имеют ленточно-островной характер. Здесь произрастают: тополь, ива, чозения, береза, осина, а также черемуха, ольха, рябина, смородина, шиповник, жимолость.
Животный мир района разнообразный, здесь обитают: лоси, олени, снежные бараны, медведи, козы, лисы, соболя, белки, горностаи, ондатры. Более редки — волк, рысь, росомаха, выдра, норка. Из птиц — глухари, куропатки, рябчики, летом много перелетных представителей — лебедей, гусей, уток.